# Plavební komora Spytihněv
Plavební komora Spytihněv je vodní dopravní stavba na Baťově kanále. Nachází se na říčním kilometru 43,877 cca 150 metrů od odpojení Baťova kanálu od řeky Moravy poblíž jezu Spytihněv. Leží na katastrálním území obce Spytihněv ve vzdálenosti 600 m jihovýchodně od středu obce. Předchozí plavební stupeň je Jez Bělov, následující plavební stupeň je Plavební komora Babice.

## Historie
Plavební komora byla zprovozněna v roce 1938. V roce 2001 byla provedena elektrifikace a automatizace na jednotný systém dálkového ovládání včetně signalizace, následně v roce 2006 pak byla provedena rekonstrukce stavebních části. Plavební hladina na úseku PK Spytihněv – PK Babice je automatický regulována na obtokovém stavidle.

## Parametry plavební komory
| Celková délka plavební komory | 55,1 m         |
| Užitná délka plavební komory  | 38,4 m         |
| Šířka plavební komory         | 5,3 m          |
| Hloubka plavební komory       | 4,12 m         |
| Výška záporníku               | 0 m            |
| Rozdíl plavebních hladin      | 0,74 m         |
| Výška horní hladiny           | 181,30 m n. m. |
| Výška dolní hladiny           | 180,56 m n. m. |